# Waidbruck
Waidbruck är en ort och kommun i provinsen Sydtyrolen i regionen Trentino-Sydtyrolen i Italien. Kommunen hade 195 invånare (2018).